# Vestvågøy
Vestvågøy je norská ostrovní obec v kraji Nordland. Správním sídlem je Leknes. Leží ve střední části Lofot na stejnojmenném ostrově. Na jihozápadě sousedí s obcí Flakstad, na severovýchodě, východě a jihovýchodě s obcí Vågan a na jihu ve Vestfjordenu s obcí Moskenes a Steigen.

## Přírodní poměry
Obec leží u Norského moře u severního pobřeží Skandinávského poloostrova na ostrově Vestvågøy a přilehlých ostrovech v souostroví Lofoty. Nejvyšším místem je vrchol Himmeltindan s 962 metry nad mořem v západní části ostrova. Pobřeží ostrova je šérové a je značně členité.

## Doprava
Obcí prochází evropská silnice E10, její součástí je silniční podmořský tunel Nappstraumtunnelen, který spojuje obec s ostrovem Flakstadøy v sousední obci Flakstad. Na severovýchodě propojuje Sundklakkstraumský most (Sundklakkstraumenbru) obec s ostrovem Gimsøy v obci Vågan. Leknes je spojeno trajektem s Bodø. Severně od Leknes leží letiště Leknes lufthavn.